# ريشارد جاسكيه
ريشارد جاسكيه (بالفرنسية: Richard Gasquet)‏ (مواليد 18 يونيو 1986) هو لاعب تنس فرنسي. فاز ببطولة جراند سلام واحدة بمنافسات الزوجي المُختلط في بطولة دورة فرنسا المفتوحة 2004 مع شريكته تاتيانا جولوفان. وصل لأعلى تصنيف له في منافسات الفردي رقم. 7 في (9 يوليو 2007). في منافسات الفردي وصل في منافسات الجراند سلام إلى نصف نهائي بطولة ويمبلدون لسنتي (2007، 2015) وإلى نصف نهائي أمريكا المفتوحة (2013).
يعيش الآن في مدينة نوشهاتل السويسرية، يتدرب هذا اللاعب حاليا على يد المدرب بياتي جروجان.

## وصلات خارجية
- ريشارد جاسكيه على موقع IMDb (الإنجليزية)
- ريشارد جاسكيه على موقع رابطة محترفي التنس (الإنجليزية)
- ريشارد جاسكيه على موقع الاتحاد الدولي لكرة المضرب (الإنجليزية)
- ريشارد جاسكيه على موقع كأس ديفيز (الإنجليزية)
- ريشارد جاسكيه على موقع بطولة ويمبلدون (الإنجليزية)
- ريشارد جاسكيه على موقع خلاصة التنس.كوم (الإنجليزية)
- ريشارد جاسكيه على موقع إي إس بي إن.كوم (الإنجليزية)
- ريشارد جاسكيه على موقع اللجنة الأولمبية الدولية (الإنجليزية)
- ريشارد جاسكيه على موقع أوليمبيديا (الإنجليزية)
- ريشارد جاسكيه على موقع اللجنة الأولمبية الفرنسية (مؤرشف) (الفرنسية)
- ريشارد جاسكيه على موقع AS.com (الإسبانية)

- صفحة اللاعب على موقع رابطة محترفي التنس
- الموقع الرسمي لللاعب ريشارد جاسكيه